# مارتن فيركيرك
.

## وصلات خارجية
- مارتن فيركيرك على موقع رابطة محترفي التنس (الإنجليزية)
- مارتن فيركيرك على موقع الاتحاد الدولي لكرة المضرب (الإنجليزية)
- مارتن فيركيرك على موقع كأس ديفيز (الإنجليزية)
- مارتن فيركيرك على موقع خلاصة التنس.كوم (الإنجليزية)
- مارتن فيركيرك على موقع إي إس بي إن.كوم (الإنجليزية)

- معلومات عن اللاعب